# Nuoto di fondo ai campionati europei di nuoto 2014 - 10 km maschili
La gara dei 10 km in acque libere maschile si è svolta la mattina del 14 agosto 2014 e vi hanno partecipato 39 atleti.

## Medaglie
| Posizione | Atleta           | Paese       |
| --------- | ---------------- | ----------- |
| Oro       | Ferry Weertman   | Paesi Bassi |
| Argento   | Thomas Lurz      | Germania    |
| Bronzo    | Evgenii Drattcev | Russia      |

## Risultati
| Pos. | Atleta               | Nazionalità | Tempo     |
| ---- | -------------------- | ----------- | --------- |
|      | Ferry Weertman       | Paesi Bassi | 1:49:56.2 |
|      | Thomas Lurz          | Germania    | 1:49:59.0 |
|      | Evgenii Drattcev     | Russia      | 1:50:00.6 |
| 4    | Federico Vanelli     | Italia      | 1:50:02.3 |
| 5    | Matteo Furlan        | Italia      | 1:50:03.8 |
| 6    | Jack Burnell         | Regno Unito | 1:50:04.1 |
| 7    | Kirill Abrosimov     | Russia      | 1:50:05.1 |
| 8    | Spyridōn Gianniōtīs  | Grecia      | 1:50:05.1 |
| 9    | Axel Reymond         | Francia     | 1:50:07.6 |
| 10   | Gergely Gyurta       | Ungheria    | 1:50:08.0 |
| 11   | Christian Reichert   | Germania    | 1:50:09.4 |
| 12   | Antonios Fokaidis    | Grecia      | 1:50:10.1 |
| 13   | Romain Beraud        | Francia     | 1:50:11.6 |
| 14   | Thomas Allen         | Regno Unito | 1:50:12.5 |
| 15   | Simone Ruffini       | Italia      | 1:50:12.8 |
| 16   | Christopher Bryan    | Irlanda     | 1:50:13.4 |
| 17   | Márk Papp            | Ungheria    | 1:50:14.3 |
| 18   | Marcel Schouten      | Paesi Bassi | 1:50:14.6 |
| 19   | Ihor Chervynskyi     | Ucraina     | 1:50:14.6 |
| 20   | Andreas Waschburger  | Germania    | 1:50:39.9 |
| 21   | Ihor Snitko          | Ucraina     | 1:50:40.1 |
| 22   | Ventsislav Aydarski  | Bulgaria    | 1:50:44.9 |
| 23   | Mateusz Sawrymowicz  | Polonia     | 1:50:45.9 |
| 24   | Caleb Hughes         | Regno Unito | 1:50:56.7 |
| 25   | Volodymyr Voronko    | Ucraina     | 1:51:55.9 |
| 26   | Patrik Rakos         | Ungheria    | 1:52:01.2 |
| 27   | Matthias Schweinzer  | Austria     | 1:52:02.5 |
| 28   | Damien Cattin-Vidal  | Francia     | 1:52:12.1 |
| 29   | Daniil Serebrennikov | Russia      | 1:52:12.3 |
| 30   | Shahar Resman        | Israele     | 1:52:16.0 |
| 31   | Jan Urbaniak         | Polonia     | 1:53:25.0 |
| 32   | Vasco Gaspar         | Portogallo  | 1:53:32.7 |
| 33   | Yuval Safra          | Israele     | 1:53:51.8 |
| 34   | Karel Baloun         | Rep. Ceca   | 1:53:57.8 |
| 35   | Vit Ingeduld         | Rep. Ceca   | 1:58:32.8 |
| 36   | Georgios Arniakos    | Grecia      | 1:58:59.1 |
| 37   | Antonio Arroyo       | Spagna      | 2:02:59.7 |
| —    | Jan Kutnik           | Rep. Ceca   | DNF       |
| —    | Thomas Liess         | Svizzera    | DNF       |